# 백건우
백건우(白建宇, 1946년 5월 10일 ~ )는 재불(在佛) 대한민국의 피아니스트이다.

## 학력
- 줄리어드 스쿨 음악학교
- 줄리어드 스쿨

## 생애
1946년 5월 10일 서울에서 태어났다. 11세에 국립 교향악단과 에드바르 그리그의 피아노 협주곡을 협연하는 등 일찍부터 재능을 보였다. 그 뒤로도 모데스트 무소륵스키의 전람회의 그림과 같은 많은 곡들을 공연에 올렸다. 1961년 미국에 건너가 줄리어드 음악학교에서 로지나 레빈을 사사하였다.
1967년 그는 런던으로 건너가 일로나 카보스(Ilona Kabos)를 사사했고, 그 외에도 귀도 아고스티와 빌헬름 켐프를 사사하였다. 같은 해 나움부르크 콩쿠르에서 우승을 차지했다. 1969년 리벤트리 콩쿠르의 결선에 올랐으며, 같은 해에 부소니 콩쿠르에 입상하였다.
링컨 센터, 카네기 홀, 위그모어 홀, 베를린 필하모니 등의 세계의 주요 음악당에서 리사이틀 연주회를 하는 등 활동을 해오고 있다. 그는 또한 런던 교향악단, BBC 교향악단, 피츠버그 교향악단, 러시아 내셔널 오케스트라, 상트페테르부르크 필하모닉 오케스트라, 파리 관현악단, 프랑스 국립 관현악단, 파리 앙상블 오케스트라, 바르샤바 국립 필하모닉 오케스트라, 영국 실내 관현악단, 폴란드 국립 라디오 오케스트라 등과 협연하였다. 그와 함께한 지휘자들은 로린 마젤, 마리스 얀손스, 네빌 매리너, 로런스 포스터, 미하일 플레트네프, 드미트리 키타옌코, 제임스 콘런, 존 넬슨, 엘리아후 인발 등이 있다. 백건우는 여러 음악 페스티벌의 게스트 연주자로도 활동하고 있다.
그의 레퍼토리는 매우 다양하여 부소니의 피아노 협주곡, 포레의 피아노 환상곡과 오케스트라, 리스트의 "베를리오즈의 렐리오(Lelio)의 주제에 의한 교향적 대환상곡, 슈토크하우젠 - 피아노곡 IX 등이 있다. 또한 리스트와 베를리오즈의 많은 편곡 작품들을 연주하였다. 1998년 2월 강석희에게 헌정받아 초연한 피아노 협주곡은 라디오 프랑스에서 실황 중계되었고, 2006년 10월 펜데레츠키의 피아노 협주곡 '부활'의 아시아 초연에도 참여하였다.
2007년 12월 8일부터 15일까지 예술의 전당 콘서트 홀에서 베토벤 피아노 소나타 전곡 연주회를 가졌다. 2009년 제 5회 경암학술상 예술부문상을 받았다. 2011년 6월 30년 만에 리스트 탄생 200주년을 맞아 리스트 작품만으로 공연을 하였다.

## 사건
1977년 7월 29일, 재불 화가 이응노의 둘째부인 박인경의 음모로 백건우, 윤정희 부부는 생후 5개월 반 밖에 안된 딸 백진희를 데리고 취리히를 거쳐 자그레브까지 유인되었다가, 백건우가 눈치를 채면서 극적으로 만 24시간 만에 탈출한 사건이 있었다. 파리로 돌아와서 백건우는 주 프랑스 대사관에서 사건의 전모를 밝혔다. 박인경의 주선으로 미하일 파블로비크라는 스위스의 백만장자의 초청으로 취리히에서 연주하는 것으로 알고 떠났지만, 장소가 갑자기 자그레브로 변경되어 가보니 한 동양인이 거주하는 집에서 수상한 느낌이 들어 윤정희와 함께 급히 택시에 올라탔다. 공항으로 가던 중에 미국 영사관으로 돌려 부영사가 머물던 호텔에 투숙하였는데, 그가 구해 온 파리행 비행기표로 가까스로 출국에 성공했다. 국영 항공인 JAT기에 올라타 밖을 내다보니 "조선민항"이라고 한글로 쓰인 항공기 한 대를 봤다고 말했다. 그걸 보고 눈치를 채서 화를 면한 것이었다.

## 음반 목록
- 2013 슈베르트: 즉흥곡집, 3개의 피아노곡집, 악흥의 순간 - DG
- 2012 브람스: 간주곡집 - DG
- 2010 브람스: 피아노 협주곡 1번, 변주곡집; 체코 필하모닉 오케스트라, 엘리아후 인발 - DG
- 2007 베토벤: 피아노 소나타 27 to 32 - Decca
- 2006 베토벤: 피아노 소나타 1 to 15 - Decca
- 2005 베토벤: 피아노 소나타 16 to 26 - Decca
- 2003 쇼팽: 피아노와 관현악을 위한 협주곡 전곡; 바르샤바 필하모닉 오케스트라, 안토니 비트 - Decca
- 2002 포레: 피아노곡집 - Diapason d'Or award - Decca
- 2001 레날도 안: 2대의 피아노를 위한 곡집, (휘세인 세르메트와 함께) - Naïve V4902
- 2000 바흐/부소니: 피아노 편곡집 - 토카타 BWV 564, 10개의 코랄 전주곡집, 샤콘 BWV 1004 - Decca
- 2000 리스트, 드뷔시, 풀랑크, 사티 피아노 곡집 - EMI Music
- 1998 라흐마니노프: 피아노 협주곡 전곡, 파가니니 주제에 의한 광시곡 - RCA
- 1993 플로랑 슈미트: 2대의 피아노를 위한 3개의 광시곡, Op. 53, (휘세인 세르메트와 함께) - Auvidis
- 1994 멘델스존: 무언가(無言歌) - Diapason d'Or award - Dante
- 1992 라흐마니노프: 피아노 소나타 1, 2번 - Diapason d'Or award - Dante
- 1992 당디: 피아노 3중주 - Auvidis Valois
- 1992 프로코피예프: 피아노 소나타 6, 7, 8번 - Diapason d'Or award - Dante
- 1992 스크랴빈: 소나타 2, 10번 등 - Diapason d'Or award - Dante
- 1992 스크랴빈: 소나타 6, 9번 등 - Diapason d'Or award - Dante
- 1991 프로코피예프: 피아노 협주곡집; 폴란드 국립 방송 교향악단, 안토니 비트 - Disque d'or - Prix Nouvelle ~Académie du Disque - 2CD Naxos
- 1991 풀랑크 - 클라리넷과 피아노를 위한 소나타, 오보에, 바순과 피아노를 위한 3중주, 오보에와 피아노를 위한 소나타 - ADDA, CORNELIA
- 1991 리스트: 헝가리 광시곡, 프랑스 작곡가 (풀랑크, 드뷔시, 사티) - Virgin
- 1991 라벨: 피아노곡 전곡 - 2CD Dante (1975년 녹음 ACM LP)- Diapason d'Or award - Dante
- 1983 라벨: 피아노 협주곡 G, 왼손을 위한 협주곡; 슈투크가르트 방송 교향악단, 가리 베르티니 - Pro Arte Sinfonia
- 1981 무소륵스키: 피아노곡 전곡 1, 2, 3권 - LP Arabesque Recordings[7]

## 수상
- 1971 발터 나움부르크 국제 피아노 콩쿠르 우승
- 1992 골든디아파종상 (스크랴빈 앨범)
- 1993 골든디아파종상 (프로코피예프 앨범)
- 2000 호암상 - 예술상
- 2000 프랑스 문예공로훈장 슈발리에
- 2010 대한민국 은관문화훈장(2등급)